# Iskrzyczyn

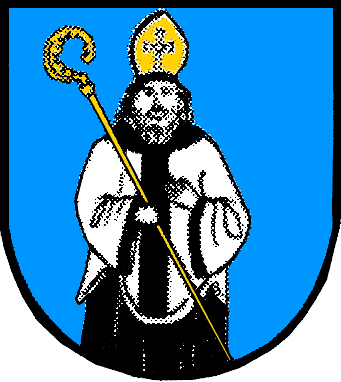
Nieoficjalny herb wsi Iskrzyczyn

Iskrzyczyn (niem. Iskritschin lub Iskrzitschin) – wieś sołecka w gminie Dębowiec w powiecie cieszyńskim, w województwie śląskim. Wieś leży w historycznych granicach regionu Śląska Cieszyńskiego. Powierzchnia sołectwa wynosi 465 ha, liczba ludności 628 (2009), co daje gęstość zaludnienia równą 135,05 os./km². Większość terenu wioski zajmują grunty orne (338 ha).
Nazwa miejscowości pierwotnie brzmiała Iskrzyczyno. Gwarowo wymawiana jest jisksziczyn. Jest nazwą dzierżawczą od imienia Iskrzyca.

## Geografia i przyroda
Miejscowość rozłożona jest na zboczach Górki Tarnawa (373 m n.p.m.) na Pogórzu Cieszyńskim. Od strony północnej sąsiaduje z Dębowcem i Simoradzem, od wschodniej z Wilamowicami oraz Międzyświeciem, na południu z Łączką a na zachodzie z Kostkowicami.
Na obszarze miejscowości znajduje się jeden pomnik przyrody – glediczja trójcierniowa (Gleditsia triacanthos) o obwodzie 215 cm i wysokości 23 m i szacunkowym wieku 200 lat.

## Historia
Iskrzyczyn to jedna z najstarszych miejscowości na Śląsku Cieszyńskim. Miejscowość została po raz pierwszy wzmiankowana w dokumencie protekcyjnym biskupa wrocławskiego Wawrzyńca z dnia 25 maja 1223 roku wydanym na prośbę księcia opolsko-raciborskiego Kazimierza dla klasztoru premonstrantek w Rybniku, w którym to wymieniono około 30 miejscowości mających im płacić dziesięcinę. Pośród 14 miejscowości kasztelanii cieszyńskiej wymieniony jest również Iskrzyczyn jako Y(I)sc(h)richino. Prawdopodobnie wieś ta istniała już jednak wcześniej. Wieś politycznie znajdowała się początkowo w granicach piastowskiego (polskiego) księstwa opolsko-raciborskiego. W 1290 w wyniku trwającego od śmierci księcia Władysława opolskiego w 1281/1282 rozdrobnienia feudalnego tegoż księstwa powstało nowe księstwo cieszyńskie, w granicach którego znalazł się również Iskrzyczyn. Od 1327 księstwo cieszyńskie stanowiło lenno Królestwa Czech, a od 1526 roku w wyniku objęcia tronu czeskiego przez Habsburgów wraz z regionem aż do 1918 roku w monarchii Habsburgów (potocznie Austrii).
W 1453 miejscowość została zakupiona przez Franciszka z rodu Tschammerów od Jana Frydrychowskiego z Dębowca. W 1766 właścicielami byli Radoccy.
Pierwszy budynek szkolny w Iskrzyczynie został oddany do użytku w 1898.
Według austriackiego spisu ludności z 1900 w 59 budynkach w Iskrzyczynie na obszarze 456 hektarów mieszkało 416 osób, co dawało gęstość zaludnienia równą 91,2 os./km². z tego 246 (59,1%) mieszkańców było katolikami, 166 (39,9%) ewangelikami a 4 (1%) wyznawcami judaizmu, 412 (99%) było polskojęzycznymi. Do 1910 roku obszar wzrósł do 464 hektarów, liczba budynków do 60 a mieszkańców do 430, z czego wszyscy byli polskojęzyczni, 278 (64,7%) było katolikami, 152 (35,3%) ewangelikami.
Po I wojnie światowej miejscowość jako część Śląska Cieszyńskiego stała się przedmiotem polsko-czechosłowackiego konfliktu granicznego. W 1918 roku na bazie Straży Obywatelskiej miejscowi Polacy utworzyli lokalny oddział Milicji Polskiej Śląska Cieszyńskiego, który podlegał organizacyjnie 14 kompanii w Skoczowie. Ostatecznie miejscowość znalazła się w 1920 w granicach II Rzeczypospolitej.
W 1934 w Iskrzyczynie zawiązano oddział OSP, który własnej remizy doczekał się w 1947.
Nowy budynek szkolny powstał w latach 1963–1964, z kolei pierwszy budynek szkolny zamieniono na przedszkole.
W latach 1975–1998 miejscowość należała administracyjnie do województwa bielskiego.

## Religia
Katolicy z Iskrzyczyna przynależą do parafii św. Jakuba w Simoradzu, z kolei ewangelicy do parafii w Skoczowie.

## Instytucje społeczne i sportowe
W miejscowości funkcjonują Ochotnicza Straż Pożarna, Koło Gospodyń Wiejskich a także Ludowy Klub Sportowy "Iskra".